# 天山鼠麴草
天山鼠麴草（学名：Gnaphalium kasachstanicum）为菊科鼠麴草属的植物。分布在俄罗斯中亚、西伯利亚以及中国大陆的新疆等地，目前尚未由人工引种栽培。